# Московские ночи (фильм, 1934)
«Московские ночи» (фр.  Les Nuits moscovites) — французский художественный фильм, снятый режиссёром Алексеем Грановским в 1934 году. Экранизация рассказа Пьера Бенуа. Премьера фильма состоялась 21 ноября 1934 года.

## Сюжет
Действие фильма происходит во время Первой мировой войны. Русский офицер капитан Иван Игнатов влюбляется в свою медсестру Наташу Коврину, которая ради того, чтобы поправить материальное положение и сохранить репутацию семьи Корвиных, готовиться стать невестой богатого купца Брюкова, хотя он гораздо старше её.
Старик Брюков, богатый зерноторговец крестьянского происхождения. Он постоянно неоправданно ревнует Наташу. После выздоровления капитан Игнатов отправлен в военное представительство. Вскоре он вступает в конфликт с Брюковым. За карточным столом Игнатов проигрывает сопернику большую сумму денег, которую он не может отдать.
Брюков заставляет Игнатова залезть в долги, чтобы унизить его. Когда новый друг Игнатова, мадам Саблина, предлагает оплатить его долг, предотвращая, таким образом, его гибель, Игнатов начинает понимать, что у мадам Саблиной есть скрытый мотив, который может оказаться опасным для бо́льшего числа жизней, чем только судьба Игнатова.

## В ролях
- Аннабелла — Наташа Коврина
- Гарри Бор — Пётр Брюков
- Пьер Ришар-Вильм — капитан Иван Игнатов
- Спинелли — Анна Саблина
- Жермен Дермо — Коврина, мать Наташи
- Роже Карл — полковник Коврин
- Эрнест Ферни — капитан Полонский
- Жан Тулу — начальник штаба
- Поль Эскоффье — генерал Молохов
- Поль Амио — председатель военного суда
- Тино Росси — неаполитанский певец
- Жан Эзе — поручик Петровский
- Марио Подеста — цыган
- Юкка Трубецкой — капитан Алев
- Тити — бухгалтер Брюкова
- Робер Селлер — Фёдор
- Андре Карнеж — уполномоченный правительства
- Клер Жерар — медсестра
- Густав Юбердо — сержант
- Леон Ларив — работник Брюкова
- Роже Легри — ординарец
- Сюзанн Ниветт — тётя Наташи
- Рика Радиф — горничная
- Жорж Сайяр — адвокат
- Жорж Тероф — ординарец
- Адриенна Тренкель — дама с цветами
- Эдмон Ван Дэль — нищий
- Люсьен Вальтер — врач
- Альбер Бруэт — завсегдатай компании
- Морис Марс — завсегдатай компании
- Даниэль Мендай — дипломат
- Тедди Мишо — санитар
- Жорж Спанелли — офицер
- Ноэль Дарзаль
- Полетт Нуазе
- Альфред Род
- Жанин Берри
- Маруся Димитриевич — цыганская певица (нет в титрах)
- Алёша Димитриевич — цыганский певец (нет в титрах)
- Валя Димитриевич — цыганская певица (нет в титрах)

## Съёмочная группа
Ряд кинематографистов, принимавших участие в создании фильма, были из числа эмигрантов, покинувших Россию после Революция 1917 года и в 1920-е годы
- Режиссёр — Алексей Грановский
- Сценаристы — Генри Костер, Жак Натансон, Константин Коровин
- Операторы — Франц Планер, Луи Не
- Композиторы — Вальтер Юрманн, Бронислав Капер
- Художник — Андрей Андреев
- Звукооператор — Марсель Курмес
- Художник по костюмам — Юрий Анненков
- Комбинированные съёмки — Пол Минин, Николас Вилке
- Дирижёр — Морис Жобер
- Автор слов песен — Андре де Бадэ